# 神栖駅
神栖駅（かみすえき）は、茨城県神栖市東深芝にある鹿島臨海鉄道鹿島臨港線の貨物駅である。

## 歴史
- 1970年（昭和45年）7月21日：貨物駅として開業。
- 1973年（昭和48年）1月4日：全農専用線を新設[2]。
- 1974年（昭和49年）2月：昭和産業専用線を新設[2]。
- 1978年（昭和53年）7月25日：旅客営業開始。
- 1983年（昭和58年）12月1日：旅客営業廃止。
- 1984年（昭和59年）2月1日：コンテナ貨物の取扱いを開始。
- 1993年（平成5年）5月1日：20 ftコンテナの取扱いを開始。
- 1997年（平成9年）11月5日：20 ft海上コンテナの取扱いを開始。
- 2005年（平成17年）10月16日：大洗鹿島線開業20周年記念イベントとして、この日限定で鹿島サッカースタジアム駅 - 当駅間の旅客営業を行う。
- 2007年（平成19年）10月20日：鹿島サッカースタジアム駅 - 当駅間で臨時旅客列車を運行。当駅での乗降は不可能であったが、記念入場券が発行される。臨時旅客列車運行の詳細は鹿島臨港線も参照。
- 2009年（平成21年）4月20日：構内において、貨物列車の作業中に衝突事故が発生、誘導員と運転士が軽傷。

## 駅構造
地上駅であり、コンテナホーム1面1線のほか、仕分線・留置線・車両基地（神栖車両区）などが構内にある。駅の事務所は構内の東側（道路側）に設置されている。また、1978年（昭和53年）から1983年（昭和58年）まで旅客営業を行っていた名残で、構内西側（和田山緑地側）に旅客ホームが残っている。
車両基地が構内にある関係で、貨物列車だけではなく旅客列車用の気動車も乗り入れている。また、平成19年から20年にかけては駅構内で鉄道車両の解体作業を請け負っており、解体予定のJRの電車や貨車が当駅まで輸送されることがあった。
鹿島臨海通運（鹿島臨海鉄道グループ）・全国農業協同組合連合会（全農）・昭和産業の専用線がそれぞれ駅に接続していたが、いずれもすでに廃止されている。なお、鹿島臨海通運専用線は日本通運と日本陸運産業（現在の日陸）、全農専用線はJA東日本くみあい飼料なども利用者となっていた。

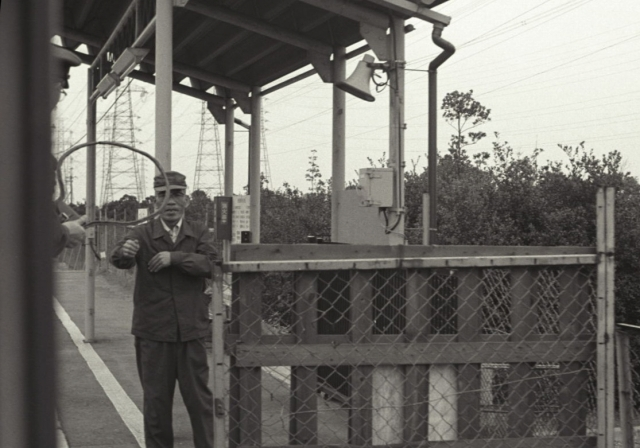
ホームでのタブレット受け渡し（1981年）
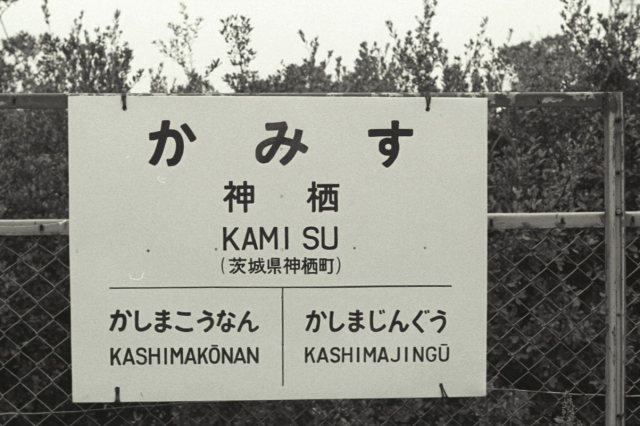
駅名標（1981年）

## 取り扱う貨物の種類
- コンテナ貨物
  - 12 ftコンテナ、20 ft大型コンテナ、20 ftISO規格海上コンテナを取り扱う。
- 車扱貨物
- 産業廃棄物の取扱許可を得ている。

## 駅周辺
- ADEKA鹿島食品工場／鹿島化学品工場（西地区）
- 昭和産業鹿島工場
- 全国酪農業協同組合連合会鹿島飼料工場
- 雪印種苗鹿島工場
- JA東日本くみあい飼料鹿島工場
- 港公園
- 和田山緑地

## 隣の駅
鹿島臨海鉄道
鹿島臨港線
鹿島サッカースタジアム駅 - 神栖駅 - 知手駅 - 奥野谷浜駅